# Leopold Chmela
Leopold Chmela (29. října 1894, Třebíč – 1962) byl důstojníkem prvorepublikové československé armády. Vysokoškolské právnické vzdělání získal studiem na přelomu 20. a 30. let dvacátého století. Během druhé světové války aktivně působil v domácím protiněmeckém odboji, byl zatčen, vězněn a odsouzen za velezradu k trestu smrti zastřelením. Konec druhé světové války nastal ale dříve, než mohl být popraven. V letech 1945 až 1951 působil ve vysokých funkcích ve státním finančním sektoru (Národní banka československá, Ústřední správa bank aj.). Ze zdravotních důvodů odešel koncem roku 1951 (ve věku 57 let) do invalidního důchodu. V roce 1955 byl důchodce Leopold Chmela ve vykonstruovaném procesu odsouzen za hospodářské delikty na 6 let do vězení. Z věznice byl JUDr. Leopold Chmela propuštěn v roce 1960, kdy mu byla část zbylého trestu odpuštěna. Za dva roky nato (1962) zemřel. V roce 1968 byl (in memoriam) rehabilitován.

## Životopis

### Rodinný background
Leopold Chmela se narodil 29. října 1894 v Třebíči do rodiny obuvníka Josefa Chmely a tovární dělnice. Měl osm sourozenců, kteří většinou vykonávali dělnické profese. Leopold Chmela jako jediný z dětí Josefa Chmely studoval gymnázium. Rodina se v roce 1911 přestěhovala do Brna, ale Leopold zůstal v Třebíči sám a ekonomicky byl odkázán jen na sebe: během školního roku za stravu vykonával různé manuální práce (např. drhnutí podlah), o prázdninách pracoval v cihelně, na stavbě telefonního a telegrafního spojení nebo na různých terénních úpravách. Po vykonání maturitní zkoušky (1913) byl povolán do Hercegoviny, aby zde absolvoval svoji vojenskou službu. Během první světové války se účastnil bojů na Těšínsku a Slovensku.

### Vysokoškolská studia
Po skončení první světové války se v roce 1919 oženil s Ludmilou Benešovou. V roce 1920 se jim narodila dcera Jarmila, o devět let později pak v roce 1929 syn Radovan. Leopold Chmela byl důstojníkem prvorepublikové československé armády. V roce 1927 (po skončení vojenské školy) začal na Masarykově univerzitě v Brně studovat práva a studia zde úspěšně ukončil v roce 1932, kdy získal vysokoškolský diplom. Studiu, které bylo zaměřeno na národní hospodářství a na mezinárodní právo, se Leopold Chmela věnoval ještě dva následující roky. Mezi jeho další schopnosti nutno uvést i jazyky – mluvil plynně německy, rusky a částečně anglicky.

### 30. léta 20. století
Do hlavního štábu v Praze byl Leopold Chmela povolán v roce 1934, aby zde zpracoval referát stavu finanční mobilizace státu. Během této práce se důkladně obeznámil s hospodářskou situací v Československu a možnostmi využití tohoto potenciálu z pohledu obrany státu. Chmela byl v tomto období i dosti publikačně aktivní, a to jak v „Důstojnických listech“, tak i pražských denících či hospodářských časopisech.
V blíže nespecifikovaném sborníku vyšla v roce 1936 Chmelova stať o ideové fašistické přípravě na válku a o rok později (1937) pak jeho kniha o válečném hospodářství Třetí říše. V této knize Leopold Chmela rozebíral teoretické zásady a metody, jakož i jejich praktické aplikace na německé hospodářství a hospodářství celé Evropy hlavně z hlediska zahraničního obchodu. 
Po podepsání mnichovské dohody (30. září 1938) zažádal Leopold Chmela o místo v Národní bance. Tam také počátkem roku 1939 nastoupil.

### Protektorát Čechy a Morava
Po 15. březnu 1939 se na popud (tehdy) plukovníka Jaroslava Vedrala (často uváděn i jako Jaroslav Vedral-Sázavský) zapojil do ilegální vojenské odbojové organizace Obrana národa. Úkolem Leopolda Chmely bylo zajišťovat finanční prostedky (převážně valuty) pro osoby, které byly (z důvodu vlastní bezpečnosti) nuceny opustit Protektorát Čechy a Morava a odejít do ciziny.  Leopold Chmela také spolupracoval s okruhem osob kolem generála Aloise Eliáše, se sokolskou ilegální organizací (OSVO, „Jindra“) a v roce 1940 začal spolupracovat s ilegální skupinou Arnošta Heidricha („ZAMINI v odboji“, později Parsifal).
Na počátku roku 1942 byl Leopold Chmela zasvěcen i do informací, které se týkaly chystaného atentátu na zastupujícího říšského protektora Reinharda Heydricha. Tehdy profesor Ladislav Vaněk (s nímž byl Chmela v kontaktu) vytušil, na koho je zacíleno tajné poslání paravýsadku Anthropoid, a obeznámil s touto skutečností i některé členy ilegální skupiny Parsifal (Leoplda Chmelu a Jaroslava Kratochvíla). A byl to právě Leopold Chmela, kdo zprostředkoval kontakt mezi Arnoštem Heidrichem a Ladislavem Vaňkem (Jindrou). Následně Arnošt Heidrich a Ladislav Vaněk odeslali exilové vládě do Londýna depeši, v níž žádali odvolání této akce, neboť domýšleli její dalekosáhlé negativní dopady směřující do řad domácích odbojových pracovníků. Atentát byl přesto proveden a po skončení druhé světové války se Leopold Chmela od dr. Edvarda Beneše dozvěděl, že takovouto depeši exilová vláda (údajně) nikdy neobdržela.
V roce 1942 navázal Chmela kontakt s moravským partyzánem Sedláčkem, odbojářem s krycími jmény Karel nebo Richard, kterým ve skutečnosti byl Karel Veselý-Štainer (1903–1993), a profesorem Josefem Grňou a až do svého zatčení (začátek června 1944) fungoval jako spojka mezi nimi a Prahou. Během roku 1943 se Chmela pokoušel navázat spojení s komunistickou buňkou, ale toto spojení se nezdařilo.
Svou úlohu sehrál Leopold Chmela i při odhalení německé vojenské vývojové základny v Peenemünde v létě roku 1943 (ač není přímo jmenován v detailním popisu aktivity odbojové skupiny Parsifal, jenž se tohoto „peenemündského“ tématu bezprostředně dotýká).
JUDr. Leopold Chmela byl na začátku června 1944 zatčen gestapem, vyslýchán a vězněn německými represivními složkami. Dne 14. dubna byl 1945 odsouzen za velezradu k trestu smrti zastřelením. Trest měl být vykonán do 30 dnů, ale konec druhé světové války přišel ještě před jeho popravou.

### Po druhé světové válce (1945 až 1946)
Ve vězení Chmela onemocněl a po skončení druhé světové války nebyl v dobrém zdravotním stavu. Po druhé světové válce získal Leopold Chmela za svou odbojovou činnost válečný kříž 1939, medaili za statečnost a medaili za zásluhy.
Do politického a hospodářského života se Leopold Chmela zapojil ihned po skončení druhé světové války, kdy zastával místo vrchního ředitele Národní banky. V této funkci byl autorem řady návrhů na obnovu československé ekonomiky. (Například se mu podařilo prosadit zrušení devizové autonomie. Jeho návrh z listopadu 1945 na škrtnutí všech vázaných vkladů, popřípadě alespoň provést škrty úroků z vázaných vkladů, byl sice zamítnut, ale byl proveden později – až při druhé měnové reformě.)  
V roce 1946 byl Chmela vládou jmenován do funkce předsedy Ústřední správy bank (ÚSB) a z titulu této funkce byl přítomen mnoha zahraničním jednáním, a to jak v SSSR či ve státech komunistického bloku, tak i ve státech kapitalistických (Západních). Také se účastnil (jako poradce tehdejšího předsedy KSČ Klementa Gottwalda) práce vládní delegace v Moskvě při projednávání mnoha finančních a hospodářských otázek. V roce 1946 vyšla kniha „Hospodářská okupace Československa, její methody a důsledky: znalecký posudek v procesu s K.H. Frankem“, jejímž autorem byl Leopold Chmela.

### Rok 1947
V roce 1947 byl Chmela přítomen jednání v Moskvě, kde Klement Gottwald zahajoval s A. Mikojanem první rozhovory o dlouholeté smlouvě. Leopold Chmela byl rovněž i účastníkem závěrečných jednání o této první pětileté obchodní smlouvě (v listopadu 1947). (V roce 1947 se v Československu pracovalo na dohodách a spolupráci i s jinými státy zejména střední a východní Evropy.) Leopold Chmela připravoval půdu pro zahájení jednání o obchodní smlouvě s Polskem – byl přítomen jak u prvního jednání, tak i u závěrečných rozhovorů ve Varšavě v červenci roku 1947. (Později uzavíral jako člen vládní delegace dlouhodobý obchodní kontrakt v Sofii.)
Zdravotní stav Leopolda Chmely se v roce 1947 zhoršil. Trpěl tzv. Bürgerovou (Buergerovou) chorobou.  V srpnu 1947 na služební cestě v Latinské Americe nebyl Leopold Chmela schopen chůze a na veškerá jednání musel být převážen. (Navzdory těmto zdravotním komplikacím dopadla jednání pro Československo dobře, což umožnilo normální chod zahraničního obchodu mezi Latinskou Amerikou a Československem.) V září téhož roku (1947) byl jako zástupce Československa pro zasedání Mezinárodní banky a Mezinárodního měnového fondu vyslán do USA (do Washingtonu), kde jeho zdravotní stav musel být dokonce řešen operativně.

### Léta 1948 až 1951
Během následujících tří let (1948 až 1950) podstoupil Leopold Chmela další operace. Ale ani pak mu jeho zdravotní stav neumožňoval plné pracovní nasazení. V polovině roku 1949 absolvoval pracovní cestu do Švýcarska za účelem sjednání mimořádného arbitrážního obchodu. Stále zhoršující se zdravotní stav nakonec donutil Leopolda Chmelu odejít k 1. říjnu 1951 do invalidního důchodu.

### Roky 1954 až 1959

#### Zatčení a věznění v Ruzyni
Důchodce JUDr. Leopold Chmela byl zatčen na své chatě na Moravě dne 27. října 1954 a zároveň byla provedena domovní prohlídka jeho pražského bytu na adrese Praha 6 – Dejvice, Čínská 18. Eskortou byl dopraven do věznice v Ruzyni, kde pobýval ve vazbě od 28. října 1954 do 21. října 1955 (respektive až do 18. ledna 1956). Byl obviněn (a stíhán) pro porušení § 3 zákona č. 165/1946 Sbírky. 

#### Trestná činnost a rozsudek
Podstata trestné činnosti odsouzeného JUDr. Leopolda Chmely byla v tom, že ve funkci vrchního ředitele Národní banky československé, popřípadě ve funkci druhého místopředsedy Likvidačního měnového fondu v době od listopadu roku 1945 do začátku roku 1948 zneužíval svoje služební postavení, hospodářsky upevňoval kapitalistické zřízení a mařil provádění prezidentského dekretu číslo 91/1945 Sbírky „O obnově československé měny“ (z 19. října 1945).  Bylo mu dáváno za vinu to, že porušováním tohoto dekretu (a to zejména protizákonným uvolňováním vázaných vkladů a záměrným zanedbáváním kontroly uvolňovací agendy) způsobil značnou škodu tím, že Národní banka československá, případně pak Likvidační měnový fond v Praze, uvolnili zcela nezákonným způsobem z vázaných vkladů částku téměř 471 milionů korun, při čemž jen na základě přímých (zločinných) pokynů Leopolda Chmely bylo uvolněno téměř 39 milionů korun.
Krajským soudem v Praze byl Leopold Chmela uznán 1. července 1955 vinným a byl odsouzen k odnětí svobody na dobu trvání 8 let. Rozsudkem Nejvyššího soudu v Praze ze dne 21. října 1955 byl předchozí trest krajského soudu zrušen a Leopoldu Chmelovi byl vyměřen nový trest v délce trvání 6 let plus peněžitý trest ve výši 80 000 Kčs a ztráta volebního práva na dobu 3 let. Současně musel odsouzený uhradit náklady vzniklé v průběhu trestního řízení, vyšetřovací vazby i náklady spojené s výkonem trestu (celkem 4810, 60 Kčs).

#### Věznění ve Valdicích
Z vyšetřovací vazby ve věznici v Ruzyni byl Leopold Chmela převezen 18. ledna 1956 do nápravného zařízení ve Valdicích, kde si měl odpykat zbytek jemu vyměřeného trestu. Zdravotní stav vězně číslo 1596 – Leopolda Chmely nedovoloval jeho zařazení na fyzicky náročné práce, a tak byl zprvu přidělen na pracoviště Kohinoor na navlékání špendlíků a vlásenek. Od září roku 1957 pak pracoval v truhlářské dílně jako účetní a zároveň se zapojil do výuky zeměpisu na zdejší osmileté škole pro odsouzené.
Rodina mohla odsouzeného Leopolda Chmelu navštěvovat jen jednou za tři měsíce v maximálním počtu dvou rodinných příslušníků, a to jen po dobu jedné hodiny.
V červenci roku 1956 bylo povoleno Chmelovi sepsání žádosti o přezkoumání jeho případu Ústředním výborem KSČ a bylo mu povoleno nahlédnout do soudního rozsudku. Dopis (o rozsahu 79 stran) sepsaný Leopoldem Chmelou byl adresován k rukám prezidenta republiky Antonína Zápotockého a vedení ÚV KSČ a byl rozdělen do pěti částí:
- První část obsahovala jeho vyjádření k soudnímu případu, rozbor, co vedlo k jeho obvinění, a výčet omylů a chyb, kterých se během své „kariéry“ dopustil;
- ve druhé části se Chmela věnoval především svému pracovnímu životu po roce 1945 (zahraniční jednání, devizový problém, atd.);
- třetí část dopisu popisovala jeho střetnutí s členy skupiny Rudolfa Slánského;
- čtvrtá část objasňovala jeho odbojovou činnost během druhé světové války;
- v páté části se Chmela zabýval svým osobním životem a „politickým“ profilem.

Koncem září 1956 zažádal o znovuprojednání Chmelova případu a případnou revizi i jeho právní zástupce Dr. Jan Pacák. V říjnu 1956 změnil soud své stanovisko k vymáhané částce 80 000 Kčs (viz výše). Původně měla být dlužná částka zaplacena do 15 dnů po vynesení rozsudku (ten nesl datum 21. října 1955), ale protože se tak nestalo, bylo přistoupeno k exekučnímu vymáhání, ale s ohledem na to, že JUDr. Leopold Chmela byl veden jako nemajetný, bylo nakonec od vymáhání upuštěno a peněžitý trest byl změněn na trest odnětí svobody na 6 měsíců s tím, že odsouzený může trest odnětí svobody odvrátit, pokud dříve uložený peněžní trest vyrovná. Důchodce Leopold Chmela (před svým odsouzením) pobíral důchod ve výši 600 Kčs měsíčně. Po jeho zatčení dostávala jeho manželka jen 200 Kčs měsíčně, takže zaplatit částku 80 000 Kčs nebylo možno. V listopadu 1956 bylo konstatováno, že Chmela není schopen ze svého vězeňského příjmu splatit dlužnou částku 4824, 40 Kč (viz výše) a tato částka byla úředně odepsána pro trvalou nedobytnost.
Zhoršení zdravotního stavu Leopolda Chmely na začátku roku 1957 vedlo ke změně jeho zdravotní klasifikace ze III. zdravotní skupiny do IV., a proto jeho dcera Jarmila požádala o přerušení výkonu trestu, které ale bylo zamítnuto. JUDr. Leopold Chmela podal proti tomuto zamítnutí stížnost, kterou Krajský soud opětovně zamítl.
V souvislosti s uplynutím poloviny délky trestu podal L. Chmela návrh na podmínečné propuštění a v květnu 1958 se konalo veřejné zasedání, kde se tento návrh projednával. Na základě posudku a také zejména na základě trestních spisů dospšl soud k závěru, že podmínečné propuštění není možné (z důvodu vysoké nebezpečnosti odsouzeného). Na základě amnestie prezidenta republiky ze dne 1. prosince 1957 (článek VI, týkající se odsouzených mužů starších 60 let resp. odsouzených žen starších 55 let) byl JUDr. Leopoldu Chmelovi zkrácen trest o jeden rok a současně mu byl zrušen i náhradní trest v trvání 6 měsíců (jednalo se o trest pro nedobytnost uloženého peněžitého trestu (viz výše)).
V květnu 1959 opět podal L. Chmela žádost o podmínečné propuštění, které bylo podpořeno posudkem sepsaným vedením valtické věznice, které doporučilo přerušit výkon trestu, a to zejména ze zdravotních důvodů. Na dobu léčení byl Chmelovi trest přerušen v září roku 1959 za podmínky, že zachová naprostou mlčenlivost o všem, co se během výkonu trestu dozvěděl.

### Dovětek (1960 až 1968)
Dne 20. června 1960 byl zbytek Chmelova trestu prominut při amnestii z 9. května 1960 a JUDr. Leopold Chmela byl propuštěn z výkonu trestu. Za dva roky nato (1962) Leopold Chmela zemřel. V roce 1968 byl Leopold Chmela (in memoriam) rehabilitován.

## Publikační a přednášková činnost
- Chmela, Leopold. Hospodářská příprava Německa a Italie na válku. [Praha?: s.n., 1936. stran 194–226.
- Chmela, Leopold. Válečné hospodářství Třetí říše. Praha: Svaz československého důstojnictva, 1937. 145 stran Knihovna Svazu československého důstojnictva; svazek 12.
- Chmela, Leopold. Hospodářství a obrana státu. V Praze: Česká společnost národohospodářská, 1938. 20 stran Sbírka přednášek pořádaných Českou společností národohospodářskou; 1937–38, XIX.
- Chmela, Leopold. Hospodářská okupace Československa, její methody a důsledky: znalecký posudek v procesu s K. H. Frankem. Praha: Orbis, 1946. 179 stran, 6 nečíslovaných stran fotografických příloh.
- Chmela, Leopold. Měnová reforma. Vydání první. V Praze: nákladem České společnosti národohospodářské, 1946. 14 stran. Sbírka přednášek pořádaných Českou společností národohospodářskou v období 1945–46; I.
- Chmela, Leopold. Financování dvouletého hospodářského plánu. Vydání první. V Praze: nákladem České společnosti národohospodářské, 1947. 16 stran. Sbírka přednášek pořádaných Českou společností národohospodářskou v období 1946–47; II.
- Chmela, Leopold. The economic aspect of the German occupation of Czechoslovakia. Prague: Orbis, 1948. 166, 7 stran; Czechoslovak sources and documents; no. 30.
- Chmela, Leopold. Problémy československého hospodářství. Vydání 1. V Praze: Česká společnost národohospodářská, 1948. 15 stran; Sbírka přednášek pořádaných Českou společností národohospodářskou. Období 1947–48; svazek 1.
- Chmela, Leopold. Platební bilance a pětiletý hospodářský plán. Vydání první. V Praze: nákladem České společnosti národohospodářské, 1949. 17 stran. Sbírka přednášek pořádaných Českou společností národohospodářskou v období 1948–49; IV.